# Stivale (bicchiere)

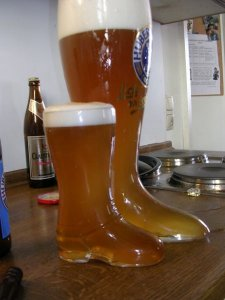
Stivali di diversa misura contenenti Weizenbier

Lo stivale (dal tedesco stiefel) è un bicchiere da birra tedesco che deve il suo nome alla sua forma, appunto, di stivale militare. 

## Descrizione
Oltre ai tipici boccali da birra a forma di stivale da 2 litri, ne esistono di più piccoli, delle dimensioni dei cicchetti o da 1 litro, così come quelli che possono contenere fino a 3 litri. A causa della sua forma, può risultare estremamente difficoltoso da utilizzare se la punta dello stivale viene tenuta in alto, in quanto la pressione del liquido contenuto potrebbe essere eccessiva, tanto da fare traboccare la bevanda.

## Storia
Si hanno testimonianze di contenitori per liquidi a forma di scarpa sin dall'antichità. Lo confermano alcuni esemplari contestuali della cultura dei campi di urne (XIII - metà dell'VIII secolo a.C.) utilizzati in Europa centrale presso Korneuburg in Bassa Austria così come presso Glauberg, un oppidum celtico sito in Assia. In Asia Minore sono stati rinvenuti dei vasi per bere a forma di scarpe a becco che risalgono all'inizio del II millennio a.C. Vasi a foggia di scarpa dell'inizio del I millennio a.C. sono stati ritrovati anche in Azerbaigian, Armenia e nei siti di Urartu (nell'area del lago di Van). Nel Medioevo esistevano i Guttrolf, recipienti per liquidi in vetro che, in qualche circostanza, avevano la forma di uno stivale. L'odierno stivale di vetro ha la forma delle calzature indossate dai militari fino al XIX secolo, dai quali si beveva per punizione (Mensurstiefel) o come prova di coraggio. Da lì l'usanza fu ulteriormente diffusa dalle associazioni studentesche. Oggigiorno questo particolare boccale è generalmente utilizzato dalle confraternite della Germania nelle cerimonie di iniziazione dei nuovi membri.